# Oressochen
Oressochen – ponownie zdefiniowany rodzaj ptaków z podrodziny kaczek (Anatinae) w rodzinie kaczkowatych (Anatidae).

## Zasięg występowania
Rodzaj obejmuje gatunki występujące w Ameryce Południowej.

## Morfologia
Długość ciała 61–80 cm; masa ciała 1200–3640 g.

## Systematyka

### Etymologia
- Oressochen: gr. ορεσσι- oressi- „góry” (tj. chilijskie Andy); χην khen, χηνος khēnos „gęś”[7].
- Neochen: gr. νεος neos „nowy, obcy”; χην khēn, χηνος khēnos „gęś”[8]. Gatunek typowy: Anser jubatus von Spix, 1825.
- Andichenodes: nowołac. Andium „Andy”; gr. χην khēn, χηνος khēnos „gęś”; -οιδης -oidēs „przypominający”[9]. Gatunek typowy: Anser melanopterus Eyton, 1838.

### Podział systematyczny
Do rodzaju należą następujące gatunki:
- Oressochen jubatus – grzywoszyjka amazońska
- Oressochen melanopterus – grzywoszyjka andyjska